# Eublemma agrapta
Eublemma agrapta är en fjärilsart som beskrevs av George Francis Hampson 1897. Eublemma agrapta ingår i släktet Eublemma och familjen nattflyn. Inga underarter finns listade i Catalogue of Life.